# Liste de films tournés dans le Territoire de Belfort
Un certain nombre d'œuvres cinématographiques et télévisuelles ont été tournées sur le territoire de l'actuel Territoire de Belfort.
Voici une liste non exhaustive de films, téléfilms, feuilletons télévisés et films documentaires tournés dans le Territoire de Belfort, classés par commune, lieu de tournage et date de diffusion.

## B
- Belfort
  - 1997 : Nettoyage à sec, d'Anne Fontaine
  - 1998 : La Cloche, court métrage de Charles Berling.
  - 1999 : Nos vies heureuses, film français de Jacques Maillot.
  - 2023 : Rivière, de Hugues Hariche

## S
- Sermamagny
  - 2010 : Benda Bilili! , film documentaire de Renaud Barret et Florent de La Tullaye.

## Pour approfondir